# België op het Eurovisiesongfestival 1968
België nam deel aan het Eurovisiesongfestival 1968 in de Engelse hoofdstad Londen. Het was de 13e deelname van het land op het Eurovisiesongfestival. Claude Lombard vertegenwoordigde België met het lied Quand tu reviendras. Zij eindigde in Londen op een gedeelde 7e plaats, met 8 punten.

## Selectieprocedure
Avant-première Eurovision 1968 was de Belgische preselectie. Vijf provinciale jury's deden dienst als scheidsrechter tijdens Avant-première '68. Zij hadden in totaal tien liedjes te beoordelen. Onder de deelnemers enkele bekende namen: Tonia was er in 1966 al bij en Nicole Josy zouden we in 1973 nog terugzien in het duo Nicole & Hugo. Toch was het Claude Lombard die met de zegepalm aan de haal ging.
| Plaats | Artiest        | Lied                       |
| ------ | -------------- | -------------------------- |
| 1      | Claude Lombard | Quand tu reviendras        |
| 2      | Serge Davignac | La boite à musique         |
| 3      | Nicole Josy    | A La Nouvelle-Orléans      |
| 3      | André Brasseur | Ecoute le vent             |
| 3      | Eddy Pauly     | Et je crie                 |
| 3      | Delphine       | Quand un garçon vous écrit |
| 3      | Tonia          | Il y avait                 |
| 3      | Jean Delsart   | Toi                        |
| 3      | Tony Dany      | Une tête renversée         |
| 3      | Nathalie       | Goutte à goutte            |

1956 · 1957 · 1958 · 1959 · 1960 · 1961 · 1962 · 1963 · 1964 · 1965 · 1966 · 1967 · 1968 · 1969 · 1970 · 1971 · 1972 · 1973 · 1974· 1975 · 1976 · 1977 · 1978 · 1979 · 1980 · 1981 · 1982 · 1983 · 1984 · 1985 · 1986 · 1987 · 1988 · 1989 · 1990 · 1991 · 1992 · 1993 · 1994 · 1995 · 1996 · 1997 · 1998 · 1999 · 2000 · 2001 · 2002 · 2003 · 2004 · 2005 · 2006 · 2007 · 2008 · 2009 · 2010 · 2011 · 2012 · 2013 · 2014 · 2015 · 2016 · 2017 · 2018 · 2019 · 2020 · 2021 · 2022 · 2023 · 2024 · 2025